# Polyscias philipsonii
Polyscias philipsonii är en araliaväxtart som beskrevs av Georges Bernardi. Polyscias philipsonii ingår i släktet Polyscias och familjen Araliaceae. Inga underarter finns listade.